# Patrick Schwengers
Patrick Schwengers (* 28. Dezember 1994) ist ein deutscher Fußballschiedsrichter.

## Karriere
Patrick Schwengers stammt aus Lübeck-Travemünde und ist Mitglied im TSV Travemünde, der dem Schleswig-Holsteinischen FV angehört. Hauptberuflich arbeitet er als Jurist.
Seit 2019 ist Patrick Schwengers als Schiedsrichter in der 3. Liga aktiv. Sein Debüt war eine Begegnung zwischen dem Halleschen FC und Bayern München II am 19. August 2019. Zur Saison 2023/2024 der 2. Bundesliga war Schwengers einer von drei Aufsteigern aus der 3. Liga und leitete am 26. August mit der Partie Hansa Rostock gegen den VfL Osnabrück sein erstes Spiel. Im DFB-Pokal wurde er 2023 in der ersten Runde des Wettbewerbs eingesetzt.
Als Linienrichter war Schwengers zudem bis 2023 mehrere Jahre im DFB-Pokal, der 3. Liga und der 2. Bundesliga im Einsatz. Als Vierter Offizieller begleitet er außerdem Spiele der 1. Bundesliga.
Zu einem Teileinsatz in der Fußballbundesliga kam Schwengers am 25. November 2023, als der eigentliche Hauptschiedsrichter Felix Brych zur Halbzeit wegen eines Kreuzbandrisses die Spielleitung abgeben musste.